# Doppelgurtzuführer
Ein Doppelgurtzuführer (DGZ) hat die Aufgabe, die Munitionszufuhr zum Verschluss einer Maschinenkanone zu regeln. 
Mit einer Doppelgurtzuführung wie zum Beispiel im Schützenpanzer Marder ist es möglich, dass der Richtschütze per Knopfdruck zwischen zwei verschiedenen Munitionssorten wählen kann. Wird die Munitionssorte geändert, so rutscht der DGZ auf einer Schiene in die nächste Position und gibt die Munition an den Verschluss weiter. Üblicherweise wird je ein Gurt mit einer panzerbrechenden und einer Explosiv-Munition verwendet.

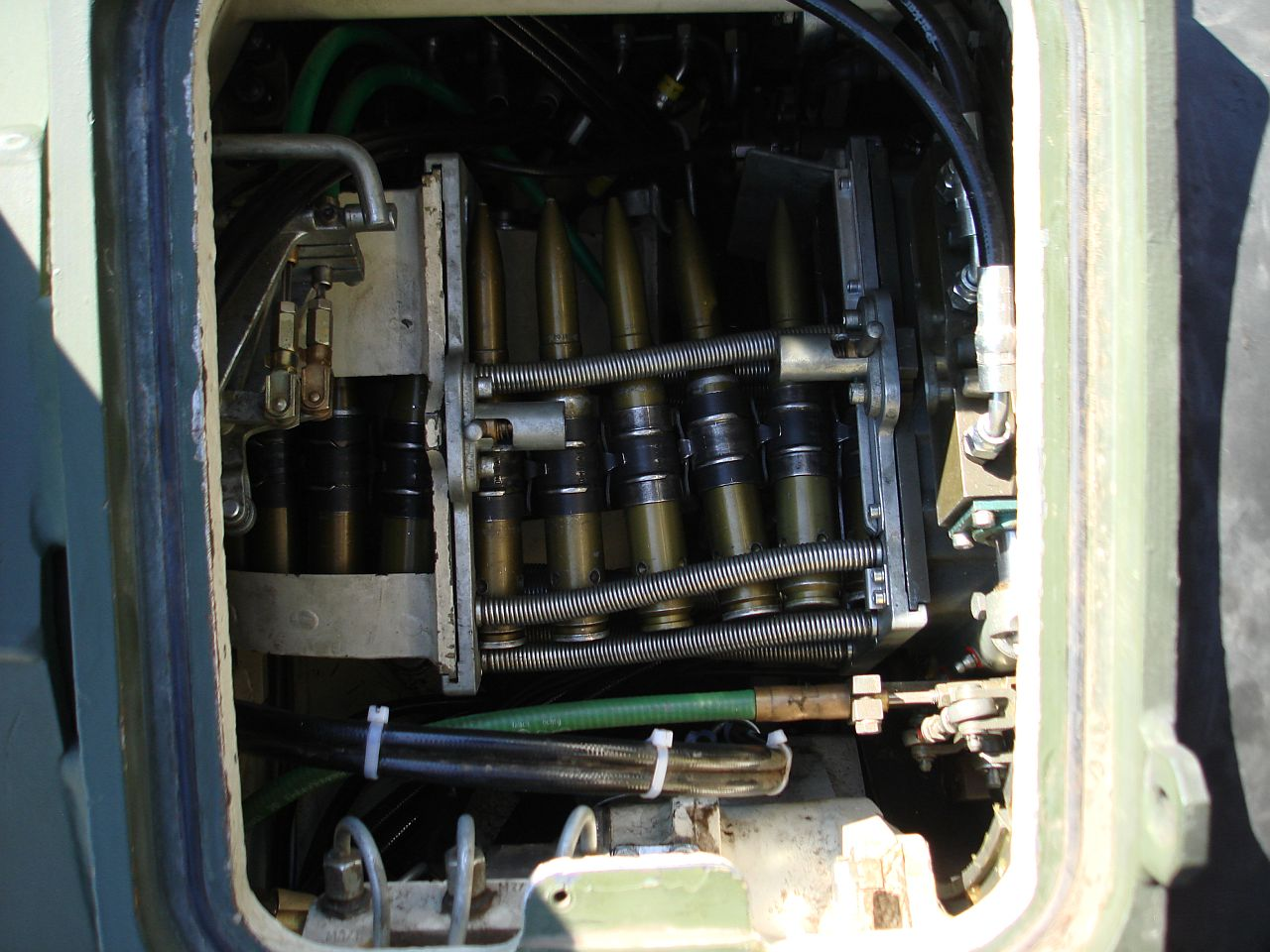
Blick auf die Munitionszufuhr im Marder 1A3. Beim Munitionswechsel bewegt sich der DGZ (rechts vom Gurt, nicht direkt sichtbar) auf oder ab und gibt die entsprechende Munition weiter.
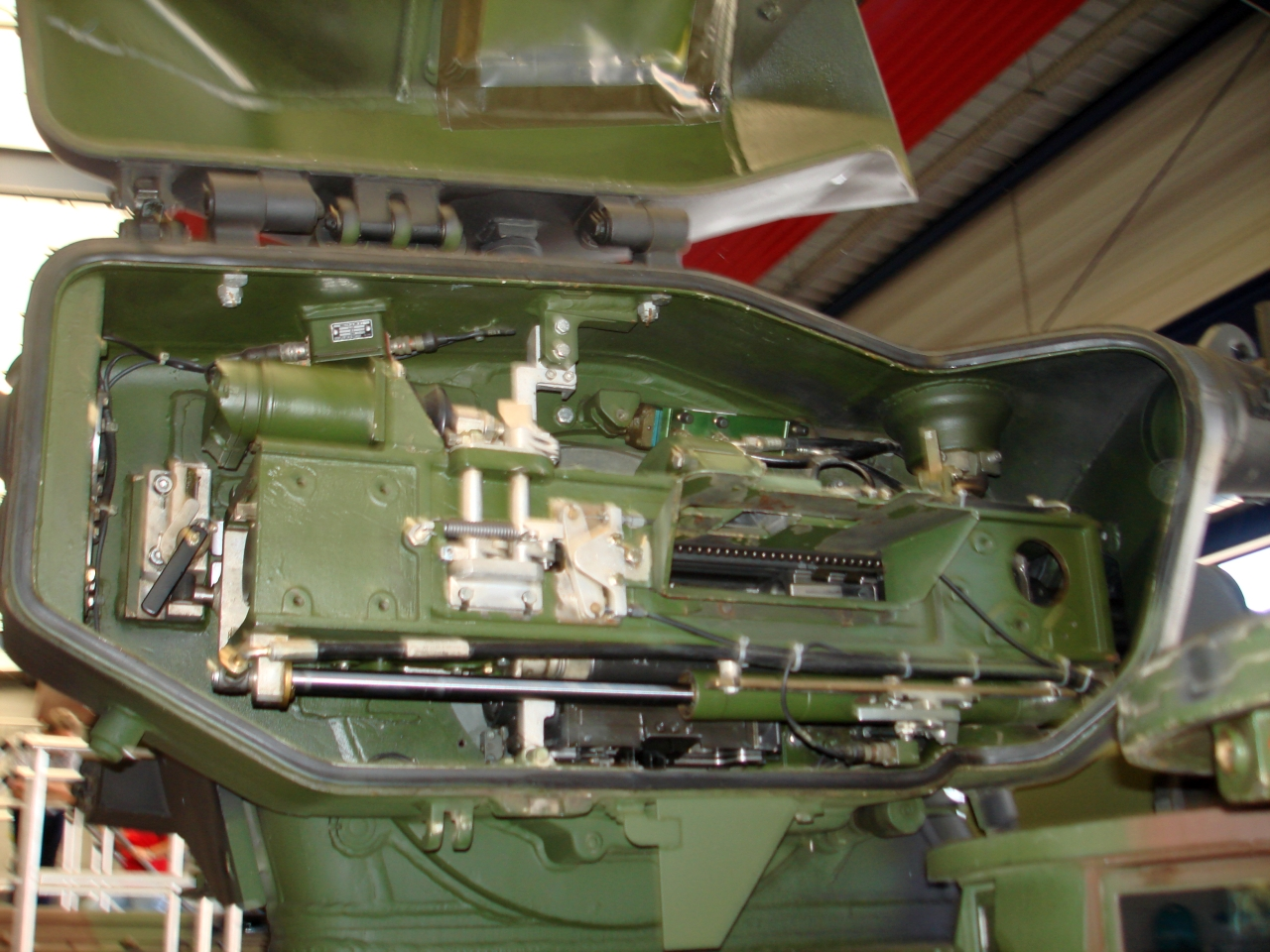
Waffenträgergehäuse des Marder 1A3 mit eingebauter Waffenanlage. Der DGZ ist auch hier nur eingeschränkt hinter dem unteren Stoßdämpfer sichtbar